# Plutonovi naravni sateliti
Pluton ima pet znanih naravnih satelitov. Največji je Haron, ki je po velikosti primerljiv s Plutonom. V Osončju ni nobena luna po velikosti tako blizu centralnemu planetu, kot je to pri Haronu in Plutonu. Drugi dve znani luni (Nikta in Hidra) sta precej manjši 
. Poleg njiju Pluton obkrožata še lunici Kerber in Stiks. Odkriti sta bili leta 2011 in 2012 s Hubbleovim vesoljskim teleskopom in še nimata uradnega imena.

## Plutonov sistem satelitov
Notranjo Plutonovo luno Haron je odkril leta 22. junija 1978 James Christy. To je bilo skoraj pol stoletja po odkritju Plutona. Dve zunanji luni je posnel Vesoljski teleskop Hubble 25. maja 2005. Pozneje so ju našli tudi na starih posnetkih iz leta 2002. Iz znanih podatkov o tirnicah so lahko določili maso obeh lun Hidre ( Pluton III ali S/2005 P 1) in Niksa (Pluton II ali S/2005 P 2). Imeni za obe luni so izbrali tako, da njune začetnice (N in H) spominjajo na misijo New Horizons .
Nadaljnje raziskave, ki jih je opravil Vesoljski teleskop Hubble, predvidevajo, da Pluton nima lun, ki bi bile večje kot 12 km (če upoštevamo albedo kot ga ima Haron) oziroma nima večjih lun od 40 km, če bi bile temne tako, kot so najbolj temna telesa iz Kuiperjevega pasu. Možnost nastanka obročev zaradi padcev manjših teles na površine lun, bo raziskala sonda New Horizons (izstrelitev 15. januarja 2006, do Plutona bo prispela julija leta 2015). Ta sonda bo tudi prva, ki bo obiskala pritlikavi planet Pluton.
Sistem Pluton Haron imenujemo tudi dvojni planet, saj je Haron največja luna v Osončju v primerjavi s planetom okoli katerega kroži. Premer Harona je skoraj polovica premera Plutona, njegova masa pa je osmina mase Plutona. Zanimivo je to, da oba krožita okoli težišča, ki leži zunaj površine Plutona. Oba sta plimsko povezana, kar pomeni, da kažeta drug drugemu vedno isto stran površine
.

Tirnice Plutonovih lun so krožnice, ki ležijo v eni ravnini. Njihovi nakloni tirnic se razlikujejo manj kot za 0,4 °, njihove izsrednosti (ekscentričnosti) pa za manj kot 0,005. Nakloni tirnic so okoli 96° na ekliptiko, kar pomeni, da je njihovo gibanje pravzaprav retrogradno. 
Na diagramih na desni strani so prikazane tirnice Plutonovih lun. Na zgornji sliki so tirnice prikazane tako, kot bi jih videli s površine Zenlje (zato so prikazane kot elipse) 
, 
na spodnji pa je prikazan pogled iz polarne smeri Haronove tirnice (tirnice izgledajo kot krožnice). To je pogled iz točke s koordinatama δ = 6° (deklinacija) in  α = 133° (rektascenzija).
Ko  so odkrili luno Hidro, je ta izgledala malo bolj svetla kot Niks in so mislili, da je za 20 % večja. Poznejša opazovanja so potrdila, da sta skoraj enaki. Pomota je nastala zaradi nepravilne oblike ali zaradi različnih albedov. 

## Pregled Plutonovih satelitov
| Zap.št. | Oznaka | Ime   | Začasno ime | Velika polos (km) | Izsrednost      | Naklon tirnice (°) | Obhodna doba (dni) | Premer (km) | Masa (kg)           | Leto odkritja |
| ------- | ------ | ----- | ----------- | ----------------- | --------------- | ------------------ | ------------------ | ----------- | ------------------- | ------------- |
| 1       | I      | Haron | S/1978 P 1  | 19.571 ± 4        | 0,000 ± 0,00007 | 0,00° ± 0,014°     | 6,387.230          | 1207 ± 3    | (1,52 ± 0,06).10 21 | 1978          |
| 2       | II     | Niks  | S/2005 P 2  | 48.675 ± 120      | 0,002 ± 0,002   | 0,04° ± 0,22°      | 24.856 ± 0,001     | 46-137      | < 0,002.10 21       | 2005          |
| 3       | III    | Hidra | S/2005 P 1  | 64.780 ± 90       | 0,005 ± 0,001   | 0,22° ± 0,12°      | 38.206 ± 0.001     | 61-167      | < 0,002.10 21       | 2005          |

## Izvor in lastnosti Plutonovega sistema satelitov
Predvidevajo, da je sistem Pluronovih lun nastal z velikim trkom (podobno kot je nastala Luna). V obeh primerih lahko velike vrtilne količine, ki jih imajo lune,  razložimo na ta način. Skoraj krožne tirnice Plutonovih lun kažejo na to, da sta tudi manjši luni nastali ob tem trku in niso to zajeta telesa iz Kuiperjevega pasu. Njuni tirnici sta v orbitalni resonanci z luno Haron tako, da to kaže na to, da sta nastali precej bliže Plutonu kot sta sedaj. Pomaknili sta se navzven,  ko je Haron prešel v sedanjo tirnico. Vse tri lune so sive barve , kar kaže na to, da imajo skupen izvor. Pluton je med najbolj rdečimi telesi v Osončju. To barvo ima zaradi odboja sončne svetlobe na ledu iz dušika in metana. Nastanek treh Plutonovih lun zaradi trka z nekim nebesnim telesom je po vsej verjetnosti spremljal nastanek večjega števila lun, ki jih do sedaj še niso odkrili. Prav tako je možno, da ostojajo še neodkriti nepravilni sateliti, ki so v resnici zajeta telesa iz Kuiperjevega pasu.
Luni Niks in Hidra sta zelo blizu orbitalni resonanci 1 : 4 : 6 s Haron-Plutonovo obhodno dobo. Niksova obhodna doba se razlikuje samo za 2,75 %, Hidrina pa za 0,3 % od resonančne. Po ocenah luna Niks verjetno nima večje precesije, luna Hidra bi lahko imela precesijo s periodo 15 let. Obe luni bi lahko bili v medsebojni orbitalni resonanci 3 : 2  s periodo libracije 400 do 450 dni
.
Izračunali so, da bi lahko resonanca s Haronom premaknila Niksa ali Hidro v sedanjo tirnico, toda ne obeh. Premik lune Hidre bi zahtevala skoraj ničelno (0,024) izsrednost Harona. Premik lune Niks pa bi lahko nastal takrat, ko bi imel Haron izsrednost najmanj 0,05. Zaradi tega se predvideva, da sta Niks in Hidra zajeti telesi, ki sta se pomikali navznoter, dokler nista bili zajeti v resonanco 
.